# Cerkev sv. Jakoba, Koper
Cerkev sv. Jakoba ( italijansko chiesa di San Giacomo) je cerkev v Kopru, ki stoji na ploščadi vzhodno od trga Brolo v starem mestnem jedru, z zadnjo stranico pa zapira Martinčev trg.
Zgrajena je bila v 14. stoletju v beneško gotskem slogu. Osnovna zgradba je preprosta, s kvadratno ladjo, ki nakazuje na veliko starost. Na sprednji stranici je gotski portal z nadstreškom, nad njim pa majhen zvonik.